# Phoroncidia musiva
Phoroncidia musiva là một loài nhện trong họ Theridiidae.
Loài này thuộc chi Phoroncidia. Phoroncidia musiva được Eugène Simon miêu tả năm 1880.